# Deidade solar

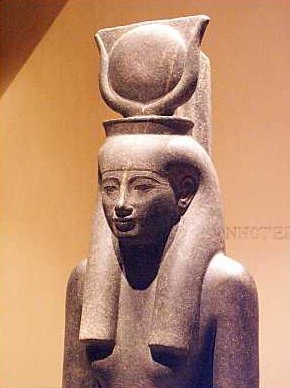
Estátua de Hátor no Museu de Luxor.

Uma deidade solar, também chamada de deus(a) do sol, deus(a) solar ou deus(a)-sol, é uma entidade divina que representa ou personifica o sol ou um aspecto solar. A adoração ao sol e os cultos solares que dela derivam são formalmente chamados de heliolatria.
Deidades solares podem ser encontrados ao longo da História escrita em várias formas. Culturas que davam especial destaque a cultos solares vão desde o antigo Egito, perpassando por Roma até as civilizações inca e asteca.
Na antiga Pérsia e subsequente culto de mistérios romano, o deus Mitra era uma deidade solar.
No Egito antigo, havia várias deidades associadas ao sol e ao poder solar, sendo os cultos solares mais proeminentes os de Ámon, Rá, Hórus e Áton, por serem associados também à pessoa do faraó.
Nos mitos gregos, Hélio e Apolo são ambos considerados deuses solares, sendo Hélio quem deu origem ao termo heliolatria e o equivalente grego do deus romano Sol Invicto, do qual as línguas latinas herdaram a palavra para denotar o astro até hoje.
Os hindus veneram os deuses Surya e Savitar como deuses solares.
Como exemplo de deidades solares femininas, estão Semes, o "archote dos deuses" cananeus, e Sápsu, equivalente sabeu da mesma.